# Dix-huit chansons à la flûte nomade

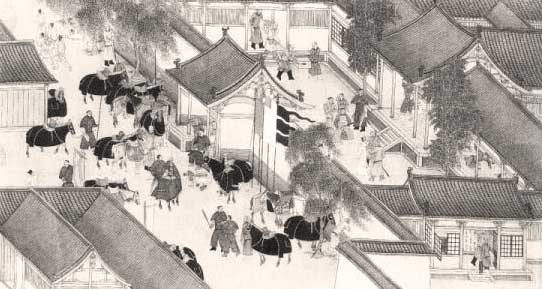
Abduction de Cai Wenji. Les nomades armés d'arcs et leurs montures ont deux sortes d'armures équestres (Peinture du XIV copie d'un original du VIII, Metropolitan Museum, Dillon Fund 1973.120.3, NY).

Les Dix-huit chansons à la flûte nomade (chinois : 胡笳十八拍 ; pinyin : Hújiā Shíbā Pāi) sont une série de chansons et poèmes chinois qui narrent la vie du poète de la dynastie Han (-202 à +220) Cai Wenji, accompagnés de dix-huit scènes peintes sur des rouleaux, commandé par l'empereur Song Gaozong (1107-1187).

## Épitomé

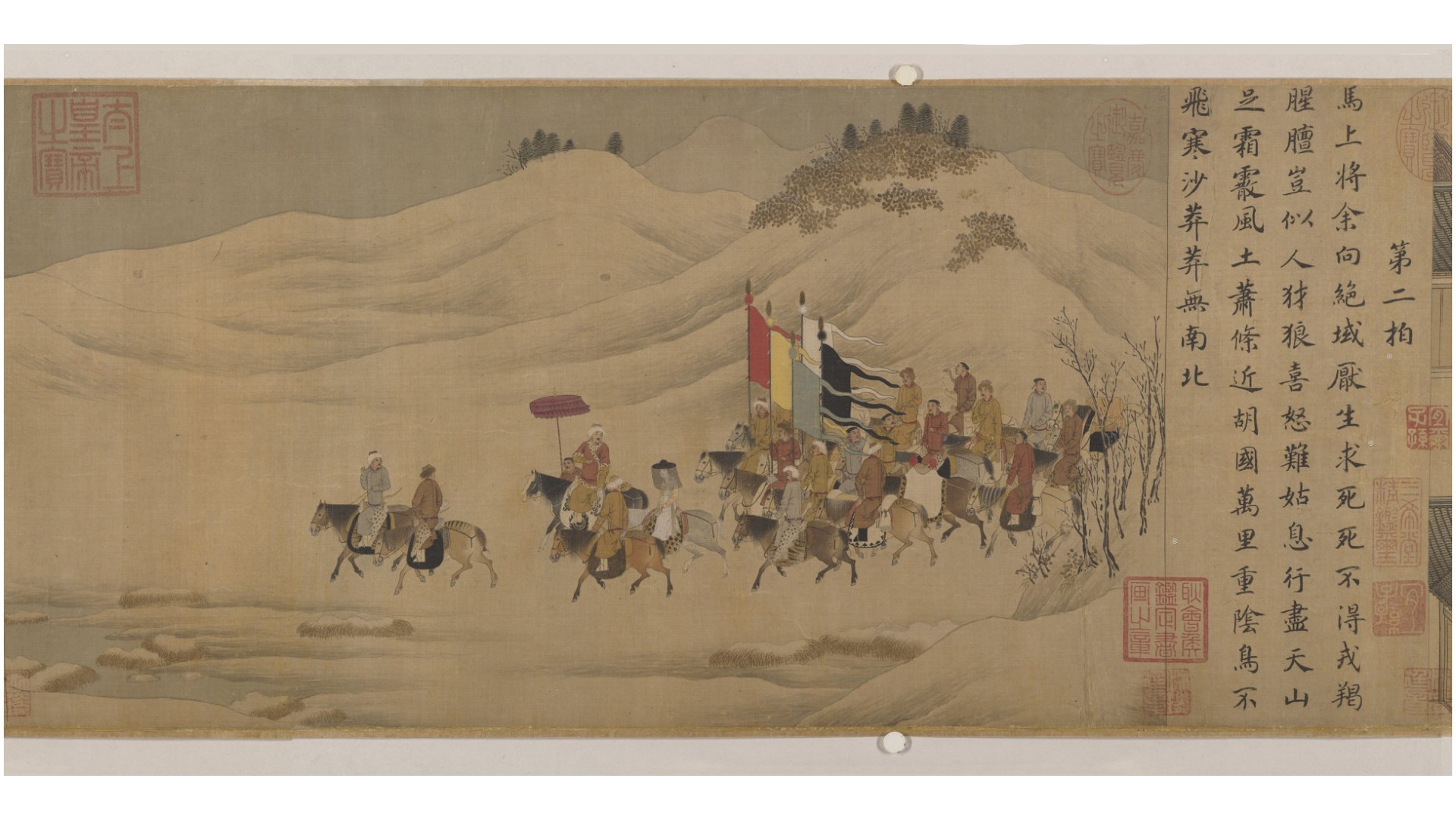
Départ de Cai Wenji de la Chine. Un des rouleaux du Metropolitan Museum of Art de New-York.

La poète et compositeur Cai Yan, plus connue sous le nom Wenji est la fille de l'éminent homme de lettres des Han orientaux, Cai Yong. La famille réside dans la préfecture de Yu, dans la commanderie de Chenliu, dans l'actuelle province de Henan. Cai Wenji est é peu avant 178 et est mariée à l'âge de seize ans à Wei Zhongdao en 193. Ce dernier meurt prématurément après le mariage, sans héritier. En 194, les nomades Xiongnu prennent la capitale et Cai Wenji est faite prisonnière à la frontière. Durant sa captivité, elle devient la femme de Zuoxianwang et lui donne deux fils. C'est seulement douze ans plus tard que Cao Cao, le Premier ministre des Han, paie sa rançon au nom de son père, qui est décédé avant sa capture. Lorsque Cai Wenji retourne chez elle, elle laisse derrière elle ses enfants.

## Suite historique
Un certain nombre de poèmes ont été écrits pour immortaliser l'histoire de la vie de Cai Wenji.Liu Shang a écrit un poème sur ce thème appelé Hujia Shiba Pai (胡笳十八拍; Dix-huit chansons à la flûte nomade). Ce poème est accompagné de dix-huit scènes peinte sur des rouleaux a été commandé par l'empereur Song Gaozong. Quatre fragments, présumés appartenir à l'œuvre originale, sont conservés au Musée des Beaux-Arts de Boston, alors que la plus ancienne copie, datant du XIVe siècle, est conservée au  Metropolitan Museum of Art de New York. Ces œuvres sont publiées par le musée en 1974 dans un livre intitulé Eighteen Songs of a Nomad Flute.